# Peix corneta
Els peixos corneta són una petita família zoològica dels Fistulariidae d'extremadament elongats peixos de l'ordre Syngnathiformes. La família té un sol gènere Fistularia amb quatre espècies, trobades mundialment en medis marins tropical i subtropicals.
Amb una longitud mitjana de 2 m, s'assemblen a moltes anguiles, però tenen aletes bé distinguibles dorsals, aleta anal, aleta cabal bifurcada els raixs cèntrics del qual formen un filament allargat. La línia lateral està bé desenvolupada i s'estén cap al filament cabal.
Viuen generalment en aigües costaneres o en escull coralins, on mengen petits peixos, crustacis i altres invertebrats. És un voraç depredador que s’alimenta de peixos bentònics entre els quals hi ha espècies amb elevat interès comercial com ara espàrids i molls.
Té interès menor en la pesca, i pot trobar-li-ho en mercats locals. Al mediterrani occidental és considerat com una espècie invasora.

## Taxonomia
- Gènere Fistularia.
  - Fistularia commersonii (Rüppell, 1838)
  - Fistularia corneta  (Gilbert i Starks, 1904)
  - Fistularia petimba (Lacepède, 1803)
  - Fistularia tabacaria (Linnaeus, 1758)